# Campeonato Europeo de Patinaje Artístico sobre Hielo de 1949
El XL Campeonato Europeo de Patinaje Artístico sobre Hielo se realizó en Milán (Italia) del 28 al 30 de enero de 1949. Fue organizado por la Unión Internacional de Patinaje sobre Hielo (ISU) y la Federación Italiana de Deportes sobre Hielo.

## Resultados

### Masculino
| Puesto | Nombre        | País    | Puntos |
| ------ | ------------- | ------- | ------ |
| Oro    | Edi Rada      | Austria |        |
| Plata  | Ede Király    | Hungría |        |
| Bronce | Hellmut Seibt | Austria |        |

### Femenino
| Puesto | Nombre            | País           | Puntos |
| ------ | ----------------- | -------------- | ------ |
| Oro    | Eva Pawlik        | Austria        |        |
| Plata  | Alena Vrzánová    | Checoslovaquia |        |
| Bronce | Jeannette Altwegg | Reino Unido    |        |

### Parejas
| Puesto | Nombre                               | País    | Puntos |
| ------ | ------------------------------------ | ------- | ------ |
| Oro    | Andrea Kékessy / Ede Király          | Hungría |        |
| Plata  | Mariann Nagy / László Nagy           | Hungría |        |
| Bronce | Herta Ratzenhofer / Emil Ratzenhofer | Austria |        |

## Medallero
| Núm. | País           | Oro | Plata | Bronce | Total |
| ---- | -------------- | --- | ----- | ------ | ----- |
| 1    | Austria        | 2   | 0     | 2      | 4     |
| 2    | Hungría        | 1   | 2     | 0      | 3     |
| 3    | Checoslovaquia | 0   | 1     | 0      | 1     |
| 4    | Reino Unido    | 0   | 0     | 1      | 1     |
|      | TOTAL          | 3   | 3     | 3      | 9     |